# Chính sách Hoa kiều thời Đệ nhất Cộng hòa Việt Nam
Chính sách Hoa kiều thời Đệ nhất Cộng hòa Việt Nam là đường lối cưỡng bách hội nhập thiểu số người Hoa ở Miền Nam Việt Nam thời Đệ nhất Cộng hòa 1955-1963.

## Bối cảnh
Sau khi thành lập nền Cộng hòa phía nam vĩ tuyến 17, chính phủ của Tổng thống Ngô Đình Diệm chủ trương củng cố tinh thần quốc gia độc lập bằng cách đề cao quốc học trong ngành giáo dục và văn hóa, hạn chế quyền lực kinh tế của các nhóm ngoại kiều, và áp đặt bổn phận công dân với mọi giáo phái, sắc tộc và đoàn thể chính trị.
Có nhóm như Bình Xuyên thì bị triệt hạ bằng quân lực; Pháp kiều thì bị đẩy lui bằng ngoại giao còn Hoa kiều, tuy chỉ hơn một triệu người nhưng vì họ thâu tóm điểm nòng cốt của nông thương nghiệp quốc gia lại có móc nối khả nghi với ngoại quốc nên chính phủ chủ trương dùng pháp luật và biện pháp kinh tế để đặt nhóm này vào vòng kiểm soát. Mục đích trên được thực hiện qua một loạt đạo luật, tuy không nêu danh Hoa kiều có ảnh hưởng nhiều nhất với thiểu số người Hoa tại Việt Nam.

## Thực hiện

### Giáo dục
Về giáo dục văn hóa thì kể từ năm 1956 chính phủ bắt buộc các trường sở phải dùng tiếng Việt làm chuyển ngữ. Trước đó dưới thời Pháp thuộc thì trường người Hoa dạy bằng kuoyu (tiếng Quan thoại) và hai ngoại ngữ là tiếng Anh cùng tiếng Pháp. Họ không dạy tiếng Việt. Từ năm 1956 trở đi mới có lớp tiếng Việt ở trường người Hoa. Vì không thể thay đổi ngay, chính phủ gia hạn cho đến năm 1958 thì sẽ áp dụng đồng bộ đưa tiếng Việt vào học trình toàn cấp tiểu học; cấp trung học trở lên thì thi hành từng bước một. Đợt thi tiểu học nếu trượt quốc văn tiếng Việt thì học sinh không được lên lớp vào trung học. Tổng cộng có 162 trường người Hoa với 74 trường tập trung ở Đô thành Sài Gòn.
Luật pháp mới cũng đòi các hiệu trưởng trường người Hoa phải là người Việt, hay ít ra cũng là người sinh ra tại Việt Nam, không được bổ nhiệm hiệu trưởng ngoại kiều. Đối với giáo viên người Hoa thì chính phủ mở khóa học tiếng Việt sáu tháng cấp tốc để bổ túc khả năng giảng dạy Việt ngữ.
Năm 1963 thì luật pháp ấn định số giờ học tiếng Hoa không được hơn sáu tiếng một tuần. Học sinh trường người Hoa cũng phải mặc đồng phục học sinh chiếu theo điều lệ của Bộ Giáo dục chứ không được mặc quần áo riêng của người Hoa.

### Công dân
Sắc luật số 48 ban hành ngày 21 Tháng Tám 1956 ấn định ai sinh ra trên lãnh thổ Việt Nam với một trong hai cha mẹ cũng sinh ra tại Việt Nam thì sẽ mang quốc tịch Việt. Số còn lại là ngoại kiều thì sẽ phải hồi hương về cố quốc, không được cư trú ở Việt Nam. Theo định nghĩa thì kiều dân là người ở tạm, giữ quốc tịch nguyên quán nên Hoa kiều là người Tàu ở tạm ở Việt Nam. Khi đã nhập tịch rồi thì không gọi là Hoa kiều nữa mà là "người Việt gốc Hoa".
Năm 1960 chính phủ ra lệnh giải thể năm bang của Hoa kiều. Cơ chế bang là cách thức cộng đồng người Hoa giao tiếp gián tiếp với nhà chức trách từ thời nhà Nguyễn và thời Pháp thuộc. Bằng cách giải thể bang, người Hoa phải trực tiếp giao dịch với chính quyền và chịu chi phối bởi luật pháp. Các cửa hàng buôn bán thì bảng hiệu nhất là ở Chợ Lớn phải viết bằng tiếng Việt.
Trên đài VTVN có chương trình phát thanh mỗi Thứ Hai, Thứ Tư và Thứ Sáu hàng tuần dạy "Học nói tiếng Việt".
Theo đó công dân việt phải đổi tên họ theo lối người Việt (tức dùng chữ Quốc ngữ), đóng thuế và đăng lính quân dịch.

### Kinh tế
Sau khi ra sắc luật số 48 ban hành ngày 21 Tháng Tám 1956 định nghĩa ai là công dân, ai là ngoại kiều, đến ngày 6 Tháng Chín 1956 thì ra sắc luật số 53 hạn chế ngoại kiều không được tham gia 11 nghề ở Việt Nam. 
11 nghề đó chủ yếu là buôn bán và cung cấp những mặt hàng hay dịch vụ căn bản. Mục tiêu của chính sách là nhắm vào nghề bán lẻ các thứ hàng:
1. thịt cá
2. chạp phô
3. than củi
4. xăng dầu
5. đồ cũ
6. vải vóc (lượng dưới 10.000 mét)
7. sắt vụn
8. thóc gạo
9. chuyển vận hàng hóa và hành khách
10. xay lúa
11. môi giới ăn hoa hồng.

Những nghề này phần lớn do Hoa kiều nắm giữ nên việc ngăn cấm là để triệt hạ quyền lực kinh tế của người Hoa. Cộng đồng Hoa kiều phản đối dữ dội, đồng loạt rút tiền khỏi ngân hàng khiến 1/6 tổng lượng chỉ tệ (khoảng 400-600 triệu đồng) không còn lưu hành gây thiếu hụt chi tiêu. Hối suất tiền Việt sụt giảm từ 35 đồng: 1 USD xuống 90 rồi 105 đồng. Sau đồng bạc tăng lên và ổn định ở 81 đồng: 1 USD.
Giới Hoa kiều ở Hương Cảng và Tân Gia Ba thì vận động tẩy chay lúa gạo Việt Nam, làm đình trệ ngành xuất cảng. Chính phủ Trung Hoa Dân quốc cũng lên tiếng ủng hộ Hoa kiều. Vì chính sách quyết liệt của chính phủ và phản ứng chống phá của thương nhân Hoa kiều nên việc sản xuất lúa gạo và chuyển vận bị khủng hoảng vì gián đoạn, gây thiệt hại từ thành thị đến nông thôn. Ở thành phố thì thiếu gạo trong khi nhà nông phải bán hối nông sản để tránh mất vốn.
Tháng Bảy 1957 sau khi tình hình kinh tế bị dao động chao đảo nhiều, chính phủ đồng ý xét lại chính sách; thay vì cấm ngoại kiều, luật pháp sẽ chấp thuận cho người Hoa chuyển nhượng cơ sở cho người nhà là công dân hoặc hùn hạp với người Việt để doanh thương đạt 51% vốn tối thiểu thuộc người Việt, 49% tối đa thuộc ngoại kiều. Không hội đủ điều kiện thì thương chủ phải hồi hương, chịu trục xuất sang Đài Loan. Tính đến Tháng Bảy 1957 thì 3000 người Hoa hồi hương về Đài Loan và khoảng 50.000 người nữa đã đệ đơn đợi xuất cảnh. Chính phủ Đài Loan cố can thiệp cho Hoa kiều nhưng không thành. Đến năm 1961 chính phủ Trung Hoa Dân quốc ra lập trường khuyến cáo Hoa kiều khắp nơi hãy hội nhập và trung thành với nước sở tại chứ đừng hồi hương về Tàu. Tình hình từ đó mới dịu cho đến khi nền Đệ nhất Cộng hòa sụp đổ.